# Ernst-Leuschner-Denkmal

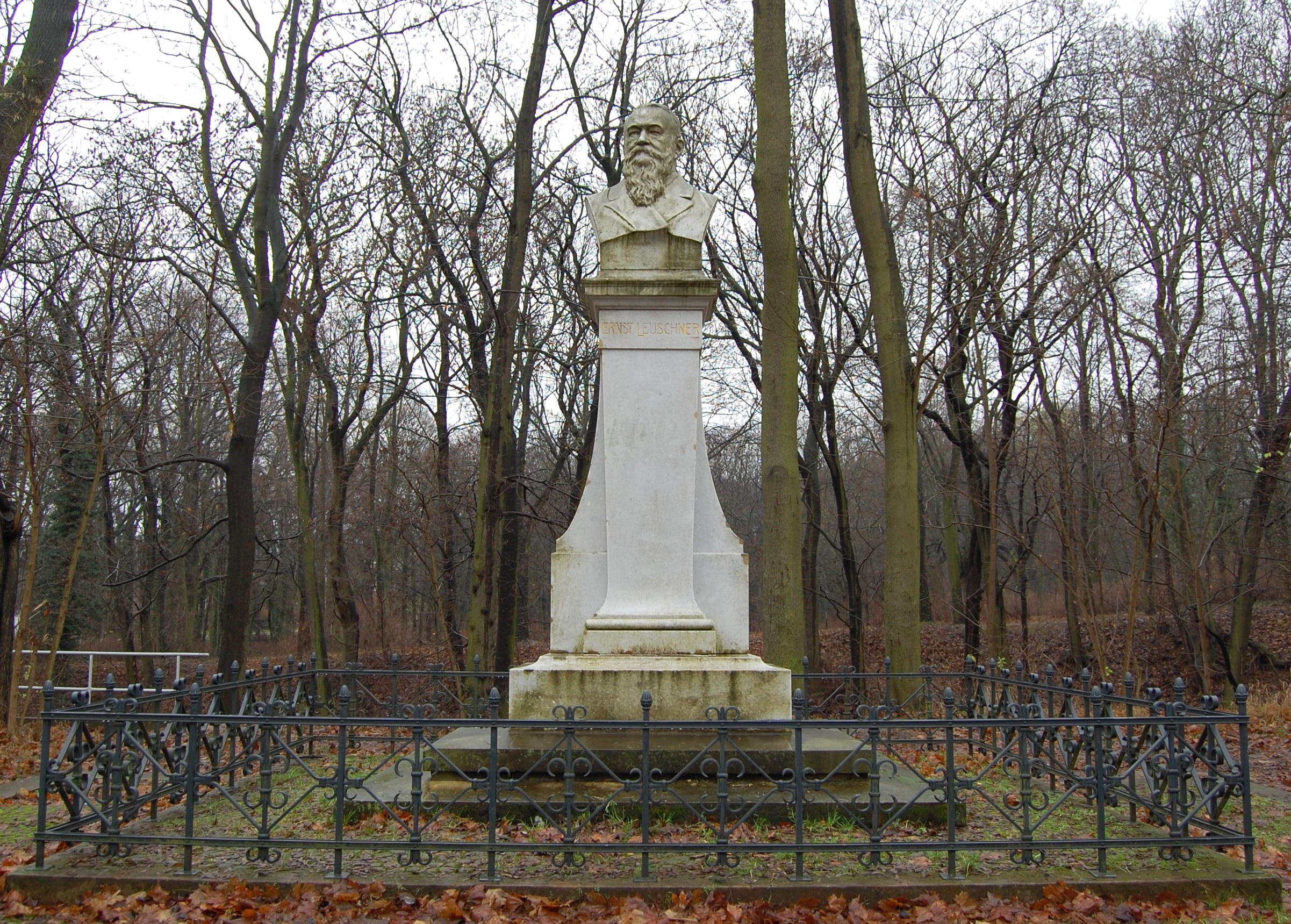
Ernst-Leuschner-Denkmal

Das Ernst-Leuschner-Denkmal ist ein Denkmal in der Lutherstadt Eisleben in Sachsen-Anhalt.
Das Denkmal wurde 1903 zu Ehren des 1896 verstorbenen Hüttendirektors, Oberbergrats und konservativen Politikers Ernst Leuschner errichtet. Es wurde von Carl Seffner geschaffen und zeigt auf einem hohen Postament thronend, eine aus Stein gefertigte, ernst Leuschner darstellende Büste. Unterhalb der Büste befindet sich der Namenszug Ernst Leuschner.
Die von einer eisernen Umzäunung umgebene Anlage befindet sich heute auf der südlichen Seite der Oberen Parkstraße in der Lutherstadt Eisleben. Von 1952 bis 1998 befand sich das Denkmal auf dem Eisleber Kronenfriedhof.